# 齒耙擬小鯡
齒耙擬小鯡為輻鰭魚綱鲱形目鲱科的其中一種，分布於亞洲柬埔寨湄公河流域，深度可達26公尺，體長可達2.3公分，棲息在淡水溪流，生活習性不明。

## 擴展閱讀
維基物種上的相關：齒耙擬小鯡